# دونيي ميلانوفاتس
دونجي ميلانوفاك (Доњи Милановац) هي مدينة في مقاطعة تولا في صربيا.
يبلغ عدد سكانها حوالي 3002 نسمة.